# Maria Alexandru
Maria Alexandru, född 30 december 1939 i Plugova i Caraș-Severin som Maria Golopența, död 27 november 2024, var en rumänsk bordtennisspelare och världsmästare i dubbel. Hon var även europamästare i singel, dubbel och mixed dubbel.
Hon spelade sitt första VM 1953 och 1979 - 26 år senare - sitt 12:e och sista. 
Under sin karriär tog hon 13 medaljer i bordtennis-VM: 3 guld, 6 silver och 4 brons. 
Hon var i flera finaler i Bordtennis EM och vann guld i singel, dubbel och mixed dubbel.

## Meriter
- Bordtennis VM
  - 1957 i Stockholm
    - 3:e plats dubbel med Ella Constantinescu-Zeller
    - 2:a plats med det rumänska laget

  - 1961 i Peking
    - 1:a plats dubbel med Georgita Pitica
    - 3:e plats med det rumänska laget

  - 1963 i Prag
    - 2:a plats singel
    - kvartsfinal dubbel
    - 2:a plats med det rumänska laget

  - 1965 i Ljubljana
    - kvartsfinal singel
    - kvartsfinal dubbel
    - 4:e plats med det rumänska laget

  - 1967 i Stockholm
    - kvartsfinal singel
    - 3:e plats mixed dubbel med Dorin Giurgiuca
    - 6:e plats med det rumänska laget

  - 1969 i München
    - 3:e plats singel
    - 2:a plats dubbel med Eleonora Vlaicov-Mihalca
    - 2:a plats med det rumänska laget

  - 1971 i Nagoya
    - 2:a plats mixed dubbel med Anton Stipancic
    - 6:e plats med det rumänska laget

  - 1973 i Sarajevo
    - 1:a plats dubbel med Miho Hamada
    - kvartsfinal mixed dubbel
    - 6:e plats med det rumänska laget

  - 1975 i Calcutta
    - kvartsfinal singel
    - 1:a plats dubbel med Shoko Takahashi
    - 9:e plats med det rumänska laget

  - 1977 i Birmingham
    - 13:e plats med det rumänska laget

  - 1979 i Pyongyang
    - 10:e plats med det rumänska laget

- Bordtennis EM
  - 1960 i Zagreb
    - 1:a plats dubbel med Angelica Rozeanu
    - 1:a plats mixed dubbel med Gheorge Cobirzan

  - 1964 i Malmö
    - 2:a plats dubbel med Ella Constantinescu-Zeller
    - kvartsfinal mixed dubbel

  - 1966 i London
    - 1:a plats singel
    - kvartsfinal dubbel
    - 3:e plats mixed dubbel med Dorin Giurgiuca

  - 1968 i Lyon
    - 3:e plats dubbel med Eleonora Vlaicov-Mihalca
    - 2:a plats mixed dubbel med Dorin Giurgiuca

  - 1970 i Moskva
    - 3:e plats singel
    - 3:e plats dubbel med Carmen Crisan

  - 1972 i Rotterdam
    - 3:e plats singel
    - 3:e plats dubbel med Carmen Crisan
    - kvartsfinal mixed dubbel

  - 1974 i Novi Sad
    - 2:a plats dubbel med Alice Grofova-Chladkova
    - 3:e plats mixed dubbel

  - 1976 i Prag
    - 2:a plats singel

  - 1978 i Duisburg
    - 1:a plats dubbel med Liana Mihut

  - 1980 i Bern
    - 2:a plats dubbel med Liana Mihut

- Europa Top 12
  - 1972 i Zagreb: 2:a plats
  - 1973 i Böblingen: 5:e plats
  - 1974 i Trollhättan: 2:a plats
  - 1975 i Wien: 4:e plats
  - 1976 i Lybeck: 5:e plats
  - 1977 i Sarajevo: 4:e plats
  - 1979 i Kristianstad: 2:a plats
  - 1984 i Bratislava: 11:e plats

- Balkan Championships - guldmedaljer
  - Singel - 1963, 1965, 1967, 1970, 1971, 1972, 1977, 1978
  - Dubbel – 1963, 1964, 1965, 1966, 1967, 1968, 1970, 1971, 1972, 1976, 1978
  - Mixed dubbel – 1965, 1970, 1971, 1972, 1974, 1976
  - Lag - 1963, 1964, 1965, 1966, 1967, 1968, 1970, 1971, 1972, 1976, 1977, 1978, 1979